# Global Standard Stratigraphic Age
Een Global Standard Stratigraphic Age (GSSA) is een standaardouderdom voor de grens tussen twee tijdperken in de geologische tijdsschaal. Stratigrafen proberen voor grenzen tussen tijdperken een typelocatie te vinden waar alle kenmerken van de overgang duidelijk aanwezig zijn in de gesteentelagen. Deze typelocaties worden Global Boundary Stratotype Section and Points (GSSP's) of golden spikes genoemd. Omdat er in lagen uit het Precambrium niet of nauwelijks fossielen aanwezig zijn, is voor alle onderverdelingen van het Precambrium echter een GSSA vastgesteld. GSSA's zijn geen willekeurig gekozen getallen maar liggen in het ideale geval om of nabij wereldwijd optredende grootschalige veranderingen.
De wetenschappelijke commissie die GSSP's en GSSA's vastlegt is de International Commission on Stratigraphy (ICS). De ICS geeft de voorkeur aan GSSP's boven GSSA's en heeft zich op de lange termijn ten doel gesteld alle GSSA's voor een GSSP's te verwisselen. De eerste keer dat dit gebeurde was in 2004, toen voor het jongste systeem uit het Precambrium de GSSA verwisselt werd door een GSSP. Deze GSSP bevindt zich in de Ediacara Hills in Australië en het betreffende systeem heet sindsdien het Ediacarium. Voor de oudste twee indelingen van het Precambrium, het Hadeïcum en Eoarcheïcum, is sindsdien een GSSP vastgelegd in meteorieten waarvan de datering belangrijk bewijs vormt voor processen van accretie en differentiatie waarmee de Aarde ontstond.